# Katō Mitsuyasu
Katō Mitsuyasu est un nom japonais traditionnel ; le nom de famille (ou le nom d'école), Katō, précède donc le prénom (ou le nom d'artiste).
Katō Mitsuyasu (加藤 光泰, 1537-24 septembre 1593) est un vassal du clan Toyotomi de la fin de la période Sengoku du Japon féodal. Demeurant dans la province de Mino durant sa jeunesse, Mitsuyasu prend les armes à l'appui du clan Saitō et de son chef, Saitō Dosan.
Lorsque Saitō Tatsuoki prend la tête du clan, Mitsuyasu fait défection pour rejoindre Oda Nobunaga en 1567 et prend de l'importance sous la domination de ce dernier pendant de nombreuses années. Il finit par être nommé général tandis qu'il est au service de Toyotomi Hideyoshi dans les années 1580. Mitsuyasu est récompensé avec des biens évalués à 240 000 koku situés dans la province d'Ōmi, ce qui l'encourage à servir son seigneur pendant la première campagne de Corée en 1592 et 1593.
Après avoir participé à la campagne de Corée, Mitsuyasu meurt d'une maladie soudaine alors qu'il rentre au Japon. Au moment de sa mort, il commençait la construction du château de Kurono dans la province de Mino, mais le contrôle du château passe alors à son fils, Katō Sadayasu, qui en achève la construction.

## Source de la traduction
- (en) Cet article est partiellement ou en totalité issu de l’article de Wikipédia en anglais intitulé « Katō Mitsuyasu » (voir la liste des auteurs).